# Банчарампур
Банчарампур (бенг. বাঞ্ছারামপুর, англ. Bancharampur) — город на востоке Бангладеш, административный центр одноимённого подокруга. Площадь города равна 10,86  км². По данным переписи 2001 года, в городе проживало 11 808 человек, из которых мужчины составляли 50,58 %, женщины — соответственно 49,42 %. Плотность населения равнялась 1087 чел. на 1 км². Уровень грамотности населения составлял 28,2 % (при среднем по Бангладеш показателе 43,1 %).